# 第三次重慶戰鬥 (北洋政府時期)
重慶戰鬥發生於1923年7月13日－8月27日，地點則是在川南。是北洋政府時期內戰之一，交戰兩方為黔軍及川軍。